# Clavicollis
Clavicollis is een geslacht van kevers van de familie snoerhalskevers (Anthicidae).

## Soorten
- C. absconditus (Telnov, 2000)
- C. anomalus (Telnov, 1998)
- C. apicordiger (Bonadona, 1954)
- C. austriacus Pic, 1901
- C. balazuci (Bonadona, 1986)
- C. biguttatus (Bonadona, 1964)
- C. bruckii von Kiesenwetter, 1870
- C. callimus Baudi, 1877
- C. cavipennis (Uhmann, 2005)
- C. descarpentriesi (Bonadona, 1966)
- C. dichrous LaFerté-Senéctère, 1849
- C. doderoi Pic, 1902
- C. gigas Pic, 1899
- C. henoni Pic, 1899
- C. heydeni De Marseul, 1879
- C. inabsolutus (Telnov, 2003)
- C. indeprensus (Telnov, 2000)
- C. lindbergi (Bonadona, 1960)
- C. longiceps (LaFerté-Sénectère, 1849)
- C. longicornis (Uhmann, 1983)
- C. martinezi Pic, 1932
- C. muguensis (Telnov, 2000)
- C. niger (Uhmann, 1996)

- C. nigrofuscus (Telnov, 2000)
- C. nigroterminatus Pic, 1909
- C. optabilis LaFerté-Senéctère, 1849
- C. paganettii Pic, 1909
- C. postluteofasciatus Pic, 1938
- C. ragusae Pic, 1898
- C. schrammi Pic, 1913
- C. uhagoni Pic, 1904
- C. variabilis (Telnov, 2003)
- C. versicolor von Kiesenwetter, 1866
- C. weigeli (Telnov, 2000)